# Opération Mains propres
Mani pulite (en français « Mains propres ») désigne une série d'enquêtes judiciaires réalisées au début des années 1990 et visant des personnalités du monde politique et économique italien. Ces enquêtes mirent au jour un système de corruption et de financement illicite des partis politiques surnommé Tangentopoli (de tangente, « pot-de-vin » et de poli, « ville » en grec). Des ministres, des députés, des sénateurs, des entrepreneurs et même des ex-présidents du conseil furent impliqués.
Les enquêtes furent initialement confiées à une équipe du parquet de Milan (composée des magistrats Antonio Di Pietro, Piercamillo Davigo, Francesco Greco, Gherardo Colombo, Ilda Boccassini et sous la direction du Procureur Général Francesco Saverio Borrelli et de son adjoint Gerardo D'Ambrosio) puis élargies à tout le pays. Elles donnèrent lieu à une grande indignation de l'opinion publique et révolutionnèrent la scène politique italienne, provoquant la disparition de partis historiques comme la Démocratie chrétienne (DC), le Parti socialiste italien (PSI), le Parti socialiste démocratique italien (PSDI) ou encore le Parti libéral italien (PLI). Le bouleversement politique provoqué par la disparition de ces partis fut tel que certains observateurs décrivent la recomposition qui s'est ensuivie comme le passage d'une « première république » à une « deuxième république » italiennes.

## 1992: découverte deTangentopoli

### Mario Chiesa, le «filou isolé»
« Tout a commencé le 17 février 1992, lorsque, armé d'un mandat d'arrestation, une voiture au gyrophare bleu s'arrêtait au Pio Albergo Trivulzio et en emmenait son président, Mario Chiesa, homme du Parti socialiste italien voué à l'ambition de devenir maire de Milan. Ils le prirent tandis qu'il empochait une enveloppe de sept millions de lires, la moitié de son dû, du propriétaire d'une petite entreprise de nettoyage, qui comme d'autres entrepreneurs, devait verser sa commission, 10 % de l'appel d'offres qui, dans ce cas, se montait à 140 millions de lires. »

— Enzo Biagi, Era ieri
Le scandale éclate le 17 février 1992. Le procureur adjoint de Milan, Antonio Di Pietro, demande et obtient du juge Italo Ghitti un mandat d'arrêt au nom de Mario Chiesa, directeur de l'hôpital Pio Albergo Trivulzio et membre de premier plan du PSI milanais. Chiesa est arrêté en flagrant délit alors qu'il empoche un pot-de-vin de l'entrepreneur Luca Magni, lequel, fatigué de payer, a demandé l'aide des forces de l'ordre. Magni, en accord avec les carabiniers et avec Antonio Di Pietro, entre à 17 h 30 dans le bureau de Mario Chiesa, lui apportant 7 millions de lires, soit la moitié du montant qui lui est réclamé. L'appel d'offres obtenu par l'entreprise de Magni est de 140 millions de lires et Chiesa en revendique 10 %, soit 14 millions de lires. Magni est équipé d'un micro et, dès que Chiesa dépose l'argent dans le tiroir de son bureau, les carabiniers font irruption, lui signifiant son arrestation. Chiesa se saisit alors du fruit d'un autre pot-de-vin (celui-ci de 37 millions de lires), se réfugie dans les toilettes attenantes et essaye de les faire disparaître dans l'eau des WC, mais sans y parvenir,.
Cet événement fait la une des quotidiens et des journaux télévisés. Bettino Craxi, leader du PSI dont l'objectif est de retrouver la présidence du Conseil après les élections d'avril 1992, nie au journal télévisé de Rai Tre une corruption à échelle nationale, définissant Mario Chiesa de mariuolo isolato (filou isolé) et de scheggia impazzita (écharde devenue folle) dans un PSI intègre.

### Élargissement des enquêtes anti-corruption et élections de 1992

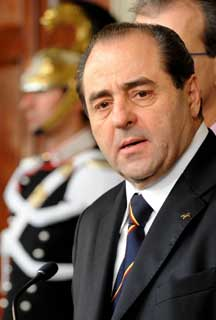
Antonio Di Pietro, le magistrat le plus célèbre de Mani Pulite

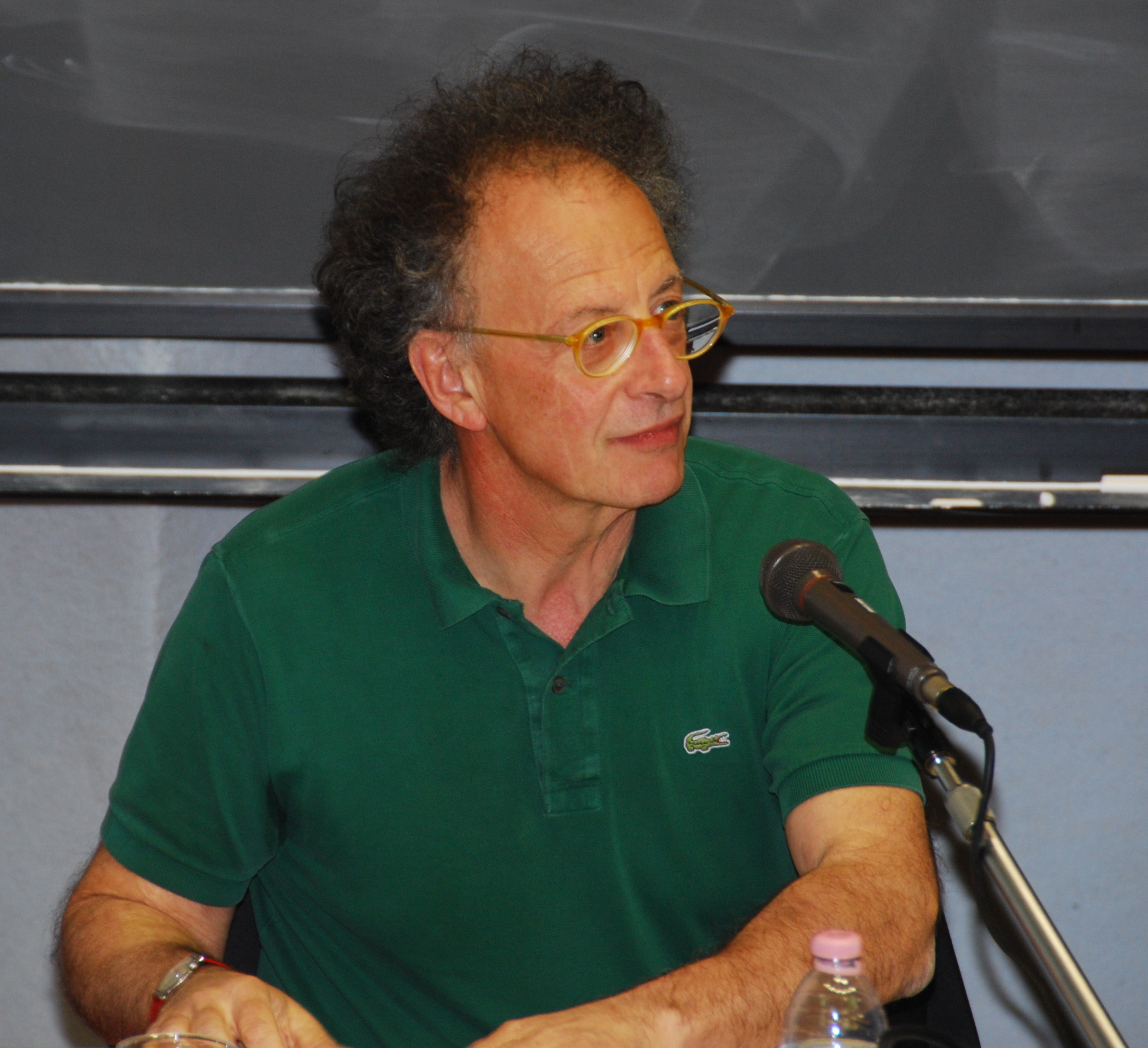
Gherardo Colombo, un des magistrats du pool, il enquêta également sur la loge P2

Sous interrogatoire, Chiesa révèle au procureur Di Pietro que le système des pots-de-vin était bien plus étendu que ce qu'affirmait Craxi. D'après lui, ces pots-de-vin étaient devenus une sorte d'impôts obligatoires pour la quasi-totalité des appels d'offres. Les bénéficiaires de ce système étaient les hommes politiques et les partis, toutes appartenances confondues, mais essentiellement ceux au pouvoir, comme la Démocratie chrétienne (DC) et le Parti socialiste italien (PSI).
Au vu de la situation politique délicate en pleine campagne électorale, Antonio Di Pietro maintient sur les enquêtes un silence absolu. Toutefois, certaines formations, telles que la Ligue du Nord, exploitent l'indignation pour gagner des voix (notamment avec le slogan Roma Ladrona !, « Rome voleuse ! »). Pour sa part, la DC sous-évalue le poids politique de Mains propres. D'autres encore, comme Bettino Craxi, accusent directement le Parquet de Milan d'avoir un « objectif politique précis ».
Les élections d'avril sont marquées par l'augmentation de l'abstention et le mépris de la population pour une politique enfermée dans les mêmes schémas depuis l'après-guerre, incapable de se renouveler malgré les changements des dernières années. La DC voit ses intentions de vote chuter de 34,3 % à 29,6 %. Elle tombe ainsi pour la première fois de son histoire sous la barre des 30 %. Le PSI de Bettino Craxi perd 0,6 point (passant à 13,6 %), subissant sa première chute depuis 1979. Le Parti démocrate de la gauche (PDS) et le Parti de la refondation communiste (PRC), héritiers du défunt Parti communiste italien (PCI), perdent chacun un quart de leurs voix. Le vrai vainqueur des élections de 1992 est la Ligue du Nord, qui parvient à constituer son premier groupe parlementaire à la Chambre. Cette formation politique d'Italie du Nord faisait de la moralisation et du renouveau politique son cheval de bataille.
Peu après les élections, beaucoup d'industriels et d'hommes politiques sont accusés de corruption. Le 1er mai, deux anciens maires socialistes de Milan, Paolo Pillitteri, beau-frère de Bettino Craxi, et Carlo Tognoli, ministre en poste, sont informés de l'enquête qui les vise. Le 7, plusieurs conseillers municipaux milanais et le président démocrate-chrétien de l’agence municipale des transports, Maurizio Prada, sont arrêtés. Le 12, le secrétaire administratif national de la DC, Severino Citaristi, est inculpé pour violation de la loi sur le financement des partis. Le 16 juillet, l'entrepreneur de travaux publics Salvatore Ligresti, proche de Craxi, déjà impliqué dans les spéculations des années 1980, est incarcéré à la suite de quoi il implique Craxi sur lequel la justice ouvre une enquête en décembre.
Les enquêtes commencées à Milan se propagent rapidement à d'autres villes au fur et à mesure des confessions. En fait, à la source de cette contagion exponentielle des enquêtes, se trouve une tendance des leaders politiques à refuser leur soutien aux politiciens inculpés les moins importants. Ces derniers, se sentant trahis, accusent d'autres hommes politiques qui, à leur tour, font de même.
Au Parlement, les quatre partis (DC, PSI, PSDI et PLI) conservent la majorité absolue en nombre de sièges au terme du scrutin d'avril, mais l'onde de choc des arrestations et des mises en demeure affaiblit fortement la majorité. Lorsque, en mai, les Chambres se réunissent pour élire le nouveau Président de la République, le suffrage se tient dans un chaos total. Le juge antimafia Giovanni Falcone vient d'être assassiné à Palerme. La candidature d'Arnaldo Forlani (DC) est rejetée, de même que celle de Giulio Andreotti (DC). En définitive, Oscar Luigi Scalfaro (DC) est élu au Quirinal. Candidat des « moralisateurs », Scalfaro refuse la moindre concession vis-à-vis des hommes politiques soupçonnés. Bettino Craxi, qui comptait retourner à la Présidence du Conseil, doit laisser la place à Giuliano Amato (PSI).
Le 19 juillet 1992, une nouvelle tragédie secoue l'Italie : l'assassinat du magistrat antimafia Paolo Borsellino et de ses cinq gardes du corps. Aux funérailles des agents morts en service aux côtés de Borsellino, le Président de la République Scalfaro et le Président du Conseil Amato sont bousculés, sifflés, et accueillis aux cris de « Assassins », « Vous les avez tués vous-mêmes ! », « Démissionnez ! ».
En août, Craxi attaque Di Pietro dans Avanti!, le journal de son parti : « Tout ce qui brille n'est pas de l'or. On découvrira bientôt que Di Pietro est tout sauf le héros dont on entend parler. Il y a bien trop d'aspects peu clairs dans Mains propres ».
Le 2 septembre 1992, Sergio Moroni (it), membre du PSI, se suicide. Il laisse une lettre dans laquelle il se déclare coupable mais rappelle que les crimes qu'il a commis ne l'ont pas été pour son propre bénéfice mais pour celui de son parti. Bettino Craxi, secrétaire du PSI, très lié à Moroni, s'élève contre la presse et les magistrats, dénonçant un « climat infâme ». Chiara Moroni (en), la fille de Sergio Moroni, députée de 2001 à 2013 à la Chambre, est l'une des voix les plus critiques envers l'Opération Mains propres.
En septembre, une enquête du Parquet de Brescia est portée à la connaissance du public. Un ancien carabinier aurait parcouru l'Italie pour recueillir des informations compromettantes sur la vie privée du Procureur Di Pietro. Deux de ses amis auraient reçu de l'argent pour révéler que le magistrat se droguait. L'enquête est classée sans suite.

### Opinion publique

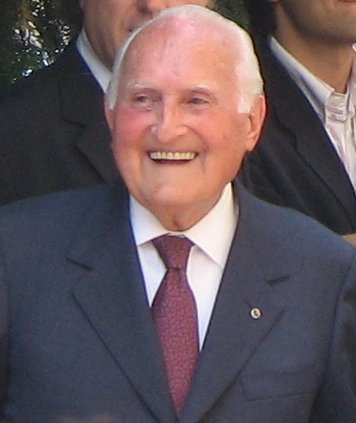
Oscar Luigi Scalfaro

L'opinion publique, après l'étonnement initial, se rangea massivement derrière les procureurs de Milan. La justification même de la loi sur le financement public des partis politiques, fut perçue comme scandaleuse. Pendant des années, les hommes politiques avaient insisté sur la nécessité de financer publiquement les partis politiques, et l'opinion découvrit en 1992 que cela n'avait en rien empêché la corruption.
Des comités et des mouvements spontanés s'organisèrent pour montrer la solidarité avec les procureurs milanais du pool Mani Pulite. Sur les murs, apparurent des slogans comme W Di Pietro (Vive Di Pietro), Di Pietro non mollare (Di Pietro, ne faiblis pas), Di Pietro facci sognare (Di Pietro fais-nous rêver), ou encore Di Pietro tieni duro! (Di Pietro tiens le coup). Des slogans comme Tangente, tangente. E i diritti della gente? (Pots-de-vin, pots-de-vin et les droits des gens ?) ou Milano ladrona, Di Pietro non perdona! (Milan Voleuse, Di Pietro ne pardonne pas) ou encore Colombo, Di Pietro: non tornate indietro (Colombo, Di Pietro, ne faites pas marche arrière) résonnèrent dans toute l'Italie. On distribua des montres indiquant « l'heure légale ». Dans les sondages de l'époque, la popularité de Di Pietro et du pool atteignit le seuil des 80 %, considéré en Italie comme le « seuil des héros ».

## 1993: tentatives de résistance

### Nombreuses mises en examen
Aux élections locales de décembre 1992, la crise des partis traditionnels se confirma : la Democrazia Cristiana (DC) et le Partito Socialista Italiano (PSI), perdirent chacun la moitié de leur électorat.
Les enquêtes se poursuivirent et s'étendirent à toute l'Italie, dégageant un système de corruption diffusé à l'échelle nationale et dont aucune échelle de la politique (nationale ou locale) ne fut épargné. Beaucoup d'hommes politiques et d'entrepreneurs de premier plan furent trempés dans ce que l'on appela une « pluie de mises en examen ». Même Bettino Craxi ne fut pas épargné et dut démissionner en février 1993 du secrétariat national du PSI. 72 procédures pénales (un record), furent intentées au trésorier de la DC, Severino Citaristi.
Tenant compte de la vague de colère nationale, le gouvernement Amato s'engagea à demander la démission de chaque ministre mis en examen. Les enquêtes touchèrent, bien évidemment, de nombreux ministres, à tel point que le gouvernement subit un taux de démission jamais atteint.
Après certaines affirmations d'Umberto Bossi quant à l'implication de personnages de très haut niveau, les membres du parquet de Milan furent contraints de préciser qu'aucun des détenteurs des quatre charges suprêmes de l'État (Président de la République, Président du Sénat, Président de la Chambre, Président du Conseil) n'était visé par les enquêtes.
Les enquêtes mirent également au jour l'existence de comptes personnels où arrivait une partie de l'argent des pots-de-vin, lesquels n'étaient donc pas uniquement utilisés pour les dépenses des partis. Ainsi, comme il ressort de la sentence de la Cour d'Appel de Milan du 26 octobre 1999, Bettino Craxi utilisa les fonds en provenance des comptes secrets pour une série de services indiscutablement personnels.

« La ligne défensive qui prête à Craxi une responsabilité « de position » pour des faits prétendument commis par d'autres, n'a aucun fondement. Il résulte des déclarations de Tradati, que Craxi s'informait en détail de l'état des comptes étrangers et des mouvements qui y étaient effectués. Il y fit des prélèvements, pour des investissements immobiliers (achat d'un appartement à New York), pour payer les journalistes de l’Avanti, pour verser à la chaine de télévision Roma Cine Tivù (dont Anja Pieroni était directrice générale, liée sentimentalement à Craxi) une contribution mensuelle de cent millions de lires. Le même Craxi réalisa ensuite l'achat d'une maison et d'un hôtel [l'Ivanohe] à Rome, au nom de Mme Pieroni. »

En février 1993, le socialiste Silvano Larini, intermédiaire entre les élus et les entrepreneurs, confessa aux procureurs la vérité sur le conto protezione qui avait comme réel destinataire le PSI, et plus précisément Claudio Martelli (comme percepteur matériel) et Bettino Craxi. Entre 1987 et 1991, il aura remis entre six et huit milliards de lires versées par des entreprises participant à la construction du métro milanais. Il révèle également l'existence d'un compte en Suisse contenant sept millions de dollars de pots-de-vin versés au PSI par le « banquier de Dieu » Roberto Calvi. Claudio Martelli démissionna alors de son poste de ministre de la Justice et se mit en réserve du parti, manquant ainsi de succéder à Bettino Craxi, lui aussi démissionnaire du secrétariat national du PSI. Martelli fut condamné en appel en 2001.
Aux élections administratives du 6 juin 1993 le pentapartisme (alliance de gouvernement au pouvoir depuis 1980 de la DC, du PSI, du PSDI, du PLI et du PRI) subit un lourd recul : la DC perdit de nouveau la moitié de ses suffrages et le PSI disparut presque complètement. La Lega Nord devint la principale force politique dans l'Italie du Nord, elle conquit notamment la mairie de Milan, où Marco Formentini fut élu maire.

### Chute du gouvernement Amato I

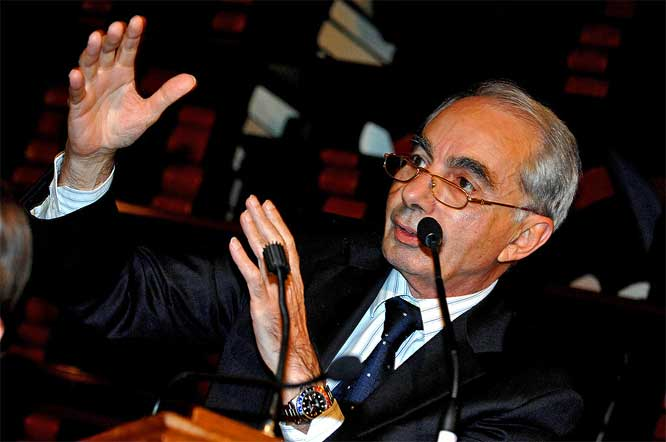
Giuliano Amato, Président du Conseil pendant les années de Tangentopoli

Le 5 mars 1993, le gouvernement approuve un décret loi, le décret Conso (de Giovanni Conso, Ministre de la Justice de l'époque) visant à dépénaliser le financement illicite des partis politiques. Cette action fut considérée comme une tentative du gouvernement de passer l'éponge sur les délits du passé. Le décret, qui reprenait un texte déjà discuté et approuvé par la Commission Parlementaire des Affaires Constitutionnelles du Sénat, contenait un article controversé donnant à la loi une valeur rétroactive. Celle-ci se serait donc directement appliquée aux enquêtes de Mains Propres.
À la télévision, les magistrats du pool Mani Pulite de Milan, sonnent alors l'alarme sur le fait que les enquêtes sur Tangentopoli pourraient être arrêtées en vertu du nouveau décret. Les journaux crièrent au scandale, mais c'est le Président de la République Oscar Luigi Scalfaro, qui pour la première fois dans l'histoire de la République, refusa de signer le décret, le jugeant anticonstitutionnel.
Giovanni Conso présente alors sa démission quelques jours après le référendum du 18 avril 1993 à l'occasion duquel les électeurs approuvèrent en masse la mise en place d'un nouveau système électoral. Ce fut un signe fort de la défiance grandissante quant au vieux système politique de la part des électeurs. Le gouvernement Amato I, conscient de la défiance des électeurs, présenta sa démission le 21 avril 1993.

### Premier gouvernement technique

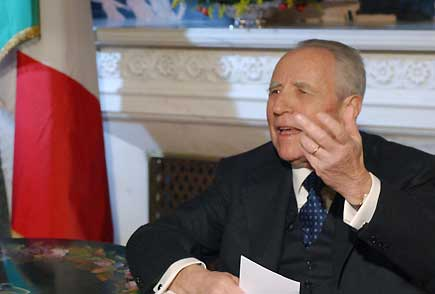
Carlo Azeglio Ciampi

Après avoir consulté les partis politiques pendant une semaine, le Président Scalfaro décide le 27 avril 1993 de confier la Présidence du Conseil au Gouverneur de la Banque d'Italie, Carlo Azeglio Ciampi. Ce dernier devient alors le premier Président du Conseil de l'Histoire à ne pas avoir été élu député ou sénateur et le premier Gouverneur de la Banque d'Italie à rejoindre le Palais Chigi.
Ciampi réunit dans son gouvernement les quatre partis qui soutenaient le gouvernement Amato I (DC, PSI, PSDI, PLI) et gagne le soutien de trois nouveaux partis : le PRI (Républicains), le PDS (héritier du Parti communiste) et les Verts. Le gouvernement prête serment le 29 avril 1993 à 10h30 au Quirinal. Ciampi pose alors deux objectifs à son nouvel exécutif : obtenir du Parlement une nouvelle loi électorale pour se plier aux volontés du référendum d'avril et relancer l'économie italienne qui traversait une période de stagnation particulièrement difficile avec la lire à des minima historiques.

### Immunité pour Craxi
Le 29 avril 1993, vers 18h, à la surprise générale, la Chambre des députés rejette l'autorisation de poursuivre juridiquement Bettino Craxi dans le cadre des enquêtes de Tangentopoli. La veille, Craxi s'était présenté devant la Chambre et avait admis avoir reçu des financements illicites. Il se justifia en soutenant que les partis ne pouvaient pas survivre avec les entrées financières légales et attaqua « l'hypocrisie » des députés qui soutenaient la thèse des magistrats tout en ayant bénéficié des dessous-de-table. L'immunité accordée à Bettino Craxi donna lieu à de multiples réactions violentes. Tandis que Giorgio Napolitano, le Président de la Chambre lisait les résultats du vote à bulletin secret, les députés de la Ligue du Nord crièrent leur colère et insultèrent leurs collègues de « voleurs » et de « corrompus ». Propagées par les fax qui annonçaient la nouvelle, des manifestations spontanées s'organisent le soir même dans les grandes villes italiennes contre les antennes du Parti Socialiste Italien. Il y eut notamment des incidents devant le siège du PSI de la Via del Corso et devant l'Hôtel Raphaël (résidence romaine de Craxi) où des manifestants agitèrent des billets de banque en criant « Bettino tu veux celui-ci aussi ? »  Le soir du 29 avril, à 21h30, 11h après avoir prêté serment, cinq ministres du nouveau gouvernement démissionnent. Ce sont les trois ministres du PDS, Vincenzo Visco (Finance), Luigi Berlinguer (Université), Augusto Barbera (Relations avec le Parlement), le ministre des Verts, Francesco Rutelli (Environnement) et un membre du PSI Valdo Spini (Politiques européennes). Pendant plusieurs jours le PDS et les Verts laissent planer le doute sur leur vote de confiance au gouvernement tandis qu'Umberto Bossi de la Ligue du Nord appelle à la démission du Président Scalfaro ainsi qu'à la défiance du nouveau gouvernement Ciampi. Le 1er mai, Le Monde titre « Un gouvernement mort-né ». Le 30 avril, l'Italie est secouée de très nombreuses manifestations à Ancône, Bari, Bologne, Gênes, Naples, Padoue, Turin et Milan. L'ambiance est électrique à Rome où quelques lieux stratégiques sont encerclés de centaines de policiers. Les manifestations des partis de l'extrême gauche (PDS - Verts - PRC) ont lieu Piazza Navona tandis que l'extrême droite (MSI) manifeste devant le Parlement, Piazza Montecitorio. La Repubblica titre le 1er mai : « Ils ont trahi le pays ». Malgré la tempête politique, Ciampi parvient à conserver le soutien du PDS et des Verts, sans toutefois gagner leur participation à l'exécutif. Avec la DC, le PSI, le PSDI, le PLI et le PRI, ils votent la confiance à la Chambre le 7 mai 1993 (309 pour / 60 contre / 182 abstentions) et le 12 mai 1993 au Sénat (162 pour / 36 contre / 50 abstentions)

### Le «temps des suicides» et l'affaire Enimont
À la mi-mars 1993, éclate l'affaire Enimont, qui va durablement symboliser l'ampleur de Tangentopoli dans la Première République Italienne. Pendant des mois, le Parquet de Milan met en examen toujours plus de représentants du complexe politico-économique italien. Au cœur du scandale, il y a deux entreprises : l'ENI (publique), administrée par Gabriele Cagliari et la Montedison (privée), propriété de l'entrepreneur Raul Gardini. En 1988, ces deux entreprises créent l'Enimont, une société par actions qui réunit les activités chimiques de l'ENI et de la Montedison. La société disparaît en 1990, après que Raul Gardini eut tenté en vain d'en prendre le contrôle. À partir de mars 1993, le Parquet de Milan révèle que Raul Gardini aurait versé pour 250 millions de dollars de pots-de-vin à divers hommes politiques italiens pour sortir la Montedison de l'Enimont. Cette affaire émeut l'Italie par l'ampleur des sommes versées mais surtout par la quantité d'hommes politiques impliqués : 
- Bettino Craxi (premier secrétaire du PSI et Président du Conseil de 1983 à 1987)
- Claudio Martelli (vice-secrétaire du PSI et Ministre de la Justice de 1991 à 1993)
- Arnaldo Forlani (premier secrétaire de la DC et Président du Conseil de 1980 à 1981)
- Gianni De Michelis (Ministre des affaires étrangères de 1989 à 1992)
- Carlo Vizzini (premier secrétaire du PSDI)
- Renato Altissimo (premier secrétaire du PLI)
- Giorgio La Malfa (premier secrétaire du PRI)
- Umberto Bossi (premier secrétaire de la Ligue lombarde)

Le 24 juillet 1993, Raul Gardini se suicide à son domicile milanais.
Le pool des magistrats milanais de Mani pulite ne se focalise pas exclusivement sur l'affaire Enimont. D'autres entreprises sont accusées d'avoir versé des pots-de-vin et c'est en juin 1993 que pour la première fois un cadre de la Fininvest, holding du milliardaire Silvio Berlusconi, est arrêté. Le 12 juillet 1993, Silvio Berlusconi envoie alors un fax à la rédaction de Il Giornale (dont il est propriétaire) pour exiger de « tirer à boulet rouge sur le pool milanais ». Le directeur de l'époque, Indro Montanelli s'y refusera.

## Historique
Lors des élections locales, la DC perdit la moitié des voix. Le lendemain, Bettino Craxi fut accusé de corruption et finit par démissionner. Le 5 mars 1993, le gouvernement Giuliano Amato et son ministre de la Justice, Luigi Conso, essayèrent, via une loi sur le financement des partis, de provoquer une amnistie générale. Mais le président de la République Oscar Luigi Scalfaro refusa de signer cette loi. La semaine suivante, un scandale concernant l'ENI fut révélé, pour 250 millions de dollars américains.
Le 25 mars 1993, le Parlement italien modifia le mode de scrutin en scrutin majoritaire, provoquant des référendums pour abroger cette loi. Carlo Azeglio Ciampi, ancien gouverneur de la Banque d'Italie fut alors nommé président du Conseil, premier non-politique à ce poste.
Lors des élections locales qui suivirent, la DC et le PSI perdirent encore des voix. Le parti régionaliste de la Ligue du Nord devint la principale force politique dans le nord de l'Italie.
Le 20 juillet 1993, l'ancien président d'ENI, Gabriele Cagliari, se suicida en prison. Son épouse rendit plus de 6 milliards de lires de fonds illégaux. Au même moment débuta le procès de Sergio Cusani. Ce dernier était accusé de crimes liés à une coentreprise entre ENI et Montedison, baptisée Enimont. Diffusé à la télévision, il culmina avec un « Je ne me rappelle pas » (Non ricordo) d'Arnaldo Forlani tandis que Bettino Craxi admit que le PSI avait reçu des fonds illégaux. Pour sa défense, il affirma que « tous faisaient ça ». Même la Ligue du Nord fut concernée par ce procès : Umberto Bossi et son ancien trésorier furent condamnés pour avoir reçu 200 millions de lires de financements illégaux. Le Parti communiste italien fut accusé de corruption sans qu'il fût possible de trouver un coupable. Comme conclut le procureur Antonio Di Pietro : « La responsabilité pénale est personnelle, je ne peux accuser quelqu'un qui a pour prénom “Parti” et pour nom de famille "“Communiste” ».
En 1994, Silvio Berlusconi entra en politique (selon ses propres mots, il « descendit sur le terrain ») et gagna les élections. Son fils, accusé de corruption, admit les faits le 11 février, fut arrêté, puis relâché. Dès le 13 juillet 1994, son gouvernement fit adopter une loi pour éviter la prison pour une grande partie des crimes de corruption (loi approuvée le jour même où l'équipe nationale d'Italie battait la Bulgarie en demi-finales de la Coupe du monde de football). Mais le décret fut retiré à la suite des protestations ; Roberto Maroni, ministre de l'Intérieur (Ligue du Nord), et Alfredo Biondi, ministre de la Justice, prétendirent ne l'avoir pas lu (il aurait été écrit par Cesare Previti).
Débuta alors une bataille entre Silvio Berlusconi et Antonio Di Pietro. Le contrôle des médias par Berlusconi permit de créer un climat de doute et d'insécurité. Le 6 décembre 1994, Di Pietro démissionna et deux semaines après, c'était le tour du gouvernement Berlusconi (avant un vote de défiance certain au Parlement). En 1995, c'est au tour de Di Pietro d'être accusé (mais il fut absous), tandis que de nouvelles affaires touchèrent Berlusconi. Di Pietro finit par fonder un mouvement politique, l'Italie des valeurs.
En 1998, Cesare Previti, ancien dirigeant de la Fininvest, évita la prison grâce à son immunité parlementaire. Bettino Craxi, condamné définitivement, s'enfuit en Tunisie où il demeura « en exil » jusqu'à sa mort le 19 janvier 2000.
Depuis, du fait de la lenteur de la justice, les cas de prescription se sont multipliés : ainsi, en 2000, sur 2 565 inculpés à Milan, quatre seulement ont été placés en détention à la suite de condamnations définitives.